# Habenaria mairei
Habenaria mairei är en orkidéart som beskrevs av Rudolf Schlechter. Habenaria mairei ingår i släktet Habenaria och familjen orkidéer. IUCN kategoriserar arten globalt som sårbar. Inga underarter finns listade i Catalogue of Life.